# Stachys humifusa
Stachys humifusa là một loài thực vật có hoa trong họ Hoa môi. Loài này được Burch. ex Benth. miêu tả khoa học đầu tiên năm 1834.